# Mount Pleasant (Arkansas)
Mount Pleasant est un village situé dans l’État américain de l'Arkansas, dans le comté d'Izard.

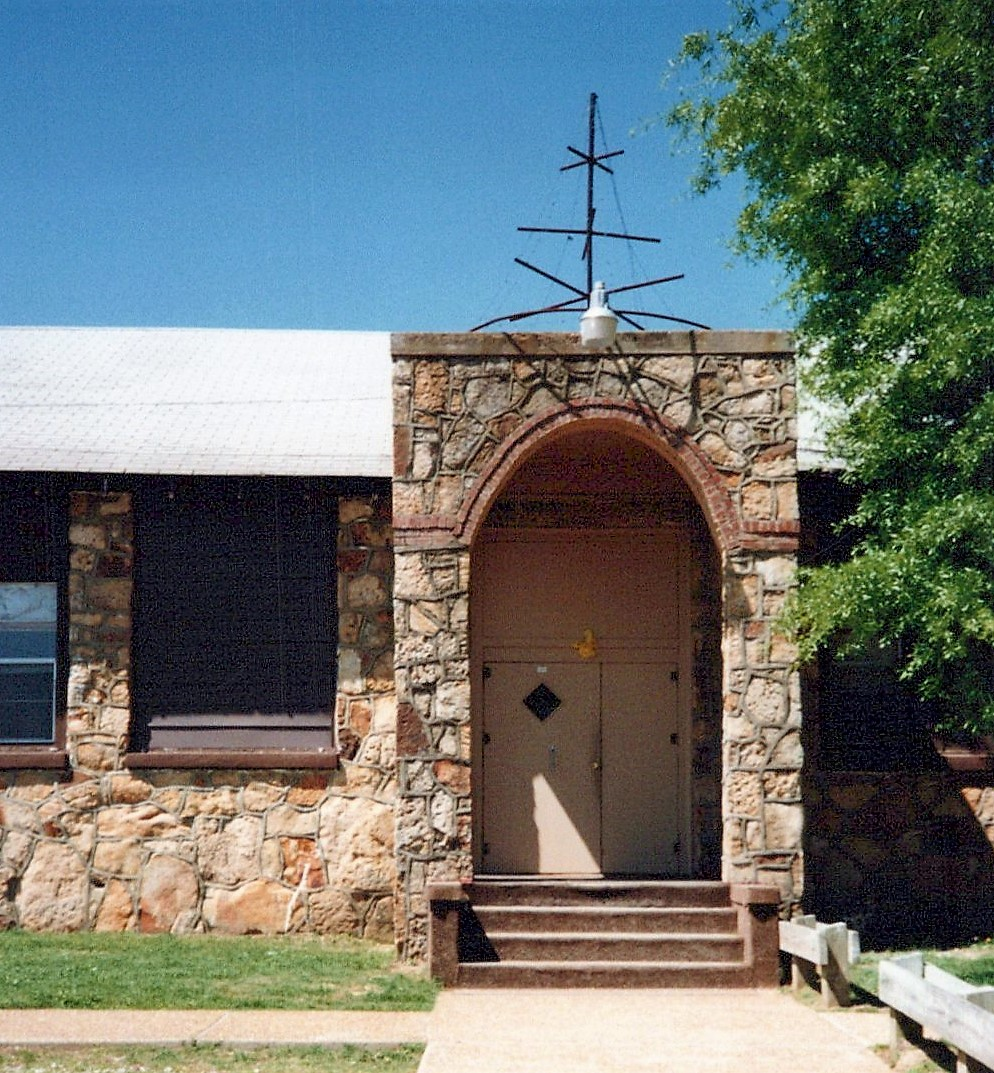
École secondaire Mount Pleasant 1991